# EGO (brætspil)
EGO er et dansk produceret spil fra 2007 – udgivet af brætspilsproducenten Game InVentors. 
Spillet kan bedst beskrives som et socialt, interaktivt spil, der er opbygget omkring store og små dilemmaer – hverdagsagtige såvel som fiktive.
EGO blev allerede i 2007 et af de bedst sælgende brætspil i Danmark med mere end 10.000 solgte eksemplarer i sit første leveår, og opnåede den ultimative hæder, da Politiken gav spillet seks historiske stjerner og beskrev spillet med ordene: "Et nutidigt mesterværk udi både spørgsmålsskrivning, spildesign og udførelse".